# Humphrey Campbell
Humphrey Campbell (født d. 26. februar 1958, død 25. marts 2024) er en surinamesisk-nederlandsk musiker og sanger, som repræsenterede Nederlandene ved Eurovision Song Contest 1992 med sangen "Wijs me de weg" som fik en 9. plads.

## Biografi
I 1973 vandt Humphrey Campbell en musik konkurrence i Suriname. Præmien var en tur til Europa. Humphrey Campbell besøgte bl.a. Holland og kom aldrig derfra igen. Humphrey opnåede sin største succes i 1992, da han vandt den hollandske finale, der skulle afgøre hvem der skulle repræsentere landet ved Eurovision Song Contest det år. Året efter i 1993, deltog Humphrey igen, denne gang som korsanger.